# Молитвенная башня

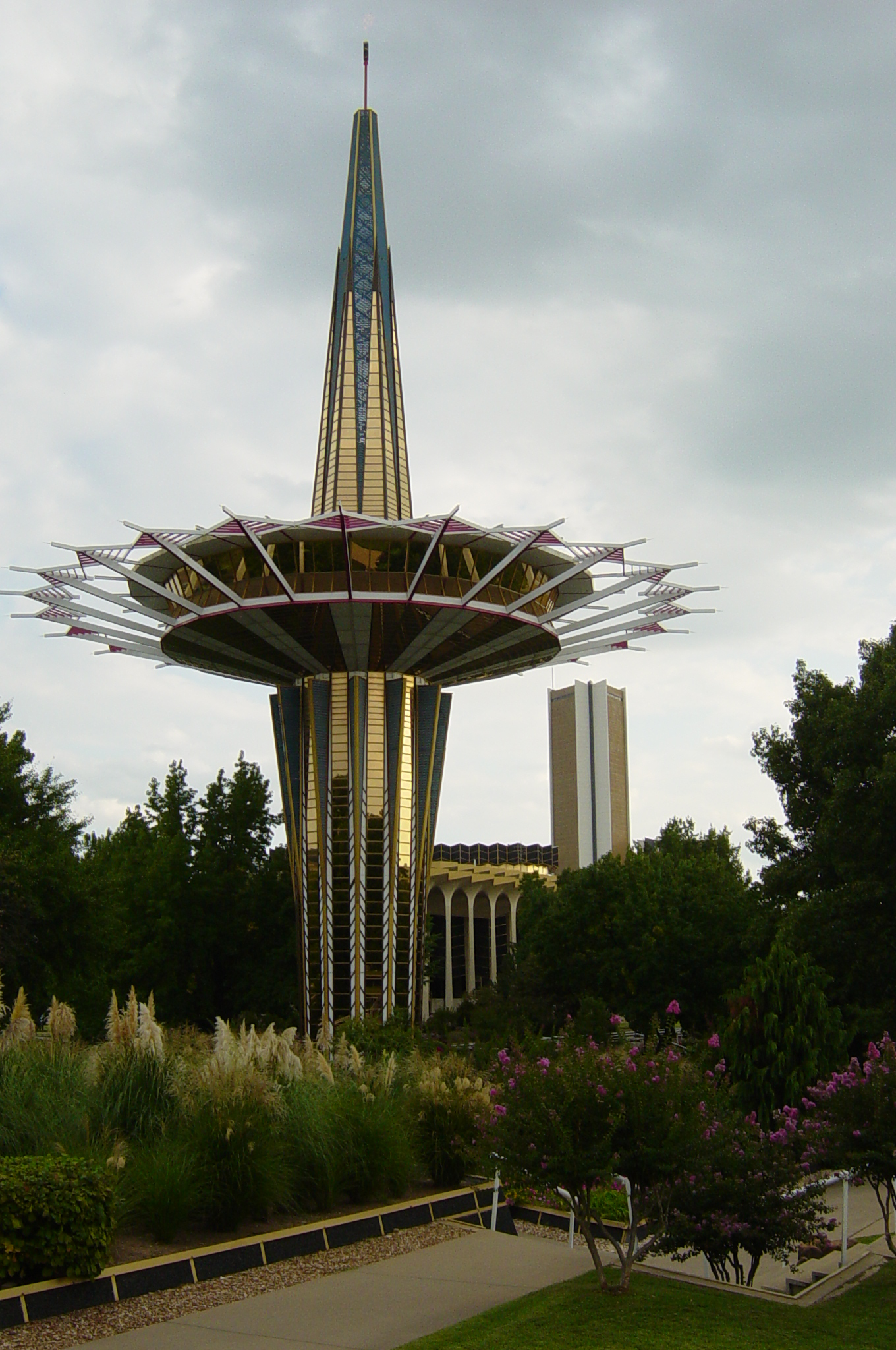
Молитвенная башня в университетском городке Университета Орала Робертса (на пике башни можно разглядеть газовый вечный огонь)

Молитвенная башня (Prayer Tower) — башня, расположенная в кампусе Университета Орала Робертса в городе Талса, штат Оклахома. Конструкция высотой 200 футов (60,9 м) из стекла и стали, спроектированная архитектором Талсы Фрэнком Уоллесом в стиле позднего Гуги, была открыта в 1967 году. Закрытая смотровая площадка обеспечивает 360-градусный обзор окрестностей и позволяет осуществлять визуальную экскурсию по кампусу Университета. Основание башни окружают ландшафтные мемориальные сады Ральфа Л. Риса. Башня является популярной местной туристической достопримечательностью.
Университет Орала Робертса был основан сторонниками движения харизматического христианства. Согласно информации в рекламной брошюре университета, форма башни насыщена христианской символикой.. 
Молитвенная башня имеет высоту 200 футов, и ее расположение в центре кампуса подчеркивает, что общение с Богом посредством молитвы всегда должно быть центром жизни. Если смотреть на смотровую площадку с земли, то видно, что концы символического тернового венца окрашены алой краской, что обозначает кровь Спасителя.
Дизайн диска и шпинделя выглядит как крест с перспективы любого горизонтального подшипника, а с воздуха напоминает звезду Давида. «Восходящая спираль» башни символизирует отношения с Богом. Решётка, которая окружает смотровую площадку, изготовлена частично из стандартной белой трубы из ПВХ (с оригинальной маркировкой спецификаций, все ещё несколько видимой) и является аллюзией на терновый венец, который был на голове Иисуса.
На внешний вид башни оказала влияние «Космическая игла» в Сиэтле, а палитра из белого, золотистого и чёрного цвета создали образ роскоши. На вершине молитвенной башни горит вечный огонь, символизирующий крещение Святым Духом.

## Примечание
1. ↑  spaceagecity.com/basement Архивная копия от 21 апреля 2017 на Wayback Machine retrieved 8 October 2007
2. ↑  Heather Caliendo, «These walls: Oral Roberts University’s Prayer Tower». The Journal Record, February 8, 2008.
3. ↑  ORU website, Prayer Room Архивная копия от 3 марта 2016 на Wayback Machine, retrieved 10 January 2010
4. ↑  roadsideamerica.com Oral Roberts Prayer Tower Архивная копия от 11 февраля 2008 на Wayback Machine, retrieved 8 October 2007